# Neohelota guerini
Neohelota guerini is een keversoort uit de familie Helotidae. De wetenschappelijke naam van de soort is voor het eerst geldig gepubliceerd in 1840 door Hope.